# Jonna Tervomaa

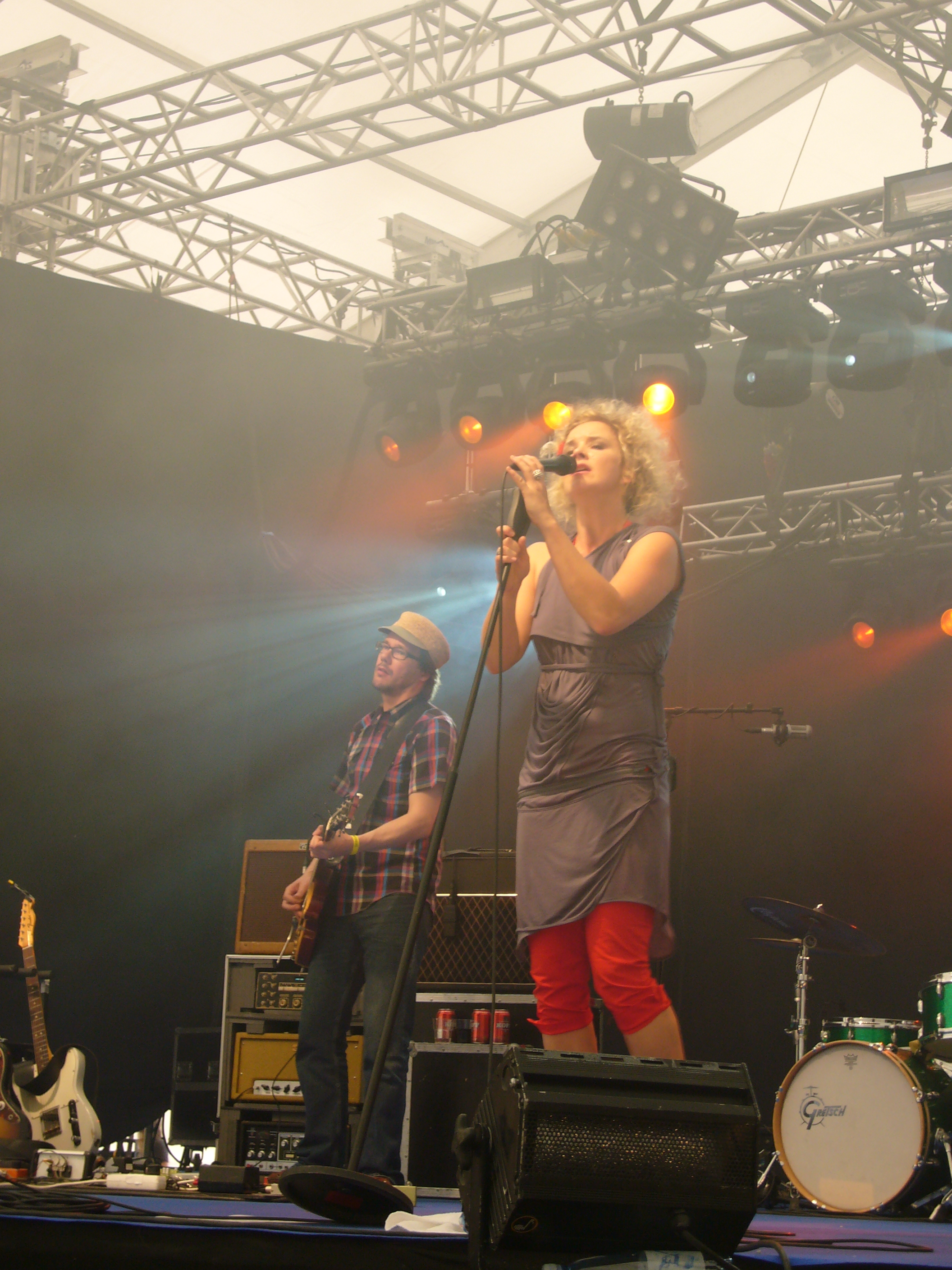
Jonna Tervomaa, Ruisrock år 2008

Jonna Marika Tervomaa, född 7 januari 1973 i Forssa, är en finländsk sångerska. Hon blev en barnstjärna, när hon år 1983 vann tävlingen "Höstens melodi" (Syksyn sävel) på MTV3 med låten "Minttu sekä Ville". Hon blev etta på topplistan, och hennes debutalbum Jonna (1984) sålde platina. Under 1980-talet släppte Tervomaa totalt tre studioalbum och en samlingsskiva.
Senare hade Tervomaa framgång som en basketbollspelare.
Tervomaa, som studerade litteratur i Helsingfors, återvände till musikbranschen i slutet av 1990-talet. Ett nytt album, Jonna Tervomaa, publicerades år 1998. Senare har Tervomaa släppt fyra nya studioalbum och en samling. En av hennes största nya hits är "Yhtä en saa". Hennes far, Timo Tervo, är också en musiker.

## Diskografi
- Jonna (1984)
- Tykkään susta (1985)
- Jonna (1986)
- Parhaat (en samling, 1987)
- Jonna Tervomaa (1998)
- Neljä seinää (1999)
- Viivalla (2001)
- Halo (2004)
- Parempi loppu (2007)
- Lemmikit (en samling, 2008)
- Eläköön (2014)